# Le Cayrol
Le Cayrol è un comune francese di 285 abitanti situato nel dipartimento dell'Aveyron nella regione dell'Occitania.

## Società

### Evoluzione demografica
Abitanti censiti